# Anzola dell'Emilia
Anzola dell'Emilia (Anzôla in dialetto bolognese occidentale) è un comune italiano di 12 352 abitanti della città metropolitana di Bologna in Emilia-Romagna.
Dal gennaio 2012 fa parte dell'Unione dei comuni Terre d'acqua.

## Geografia fisica

### Territorio
Il territorio di Anzola dell'Emilia è sito fra il torrente Lavino a levante e il torrente Samoggia (Samûż) a ponente. Il comune di Anzola dell'Emilia è ubicato tra le città di Bologna a est e Modena a ovest. In particolare confina direttamente a est con il comune di Bologna (più precisamente con Borgo Panigale) ed è distante circa 15 km dal centro della città. È un importante centro agricolo e industriale della via Emilia, in cui sono presenti numerose industrie meccaniche, tra cui la Fabbri (fondata da Stefano nel 1993) e la Carpigiani, e coltivazioni di peperoncino habanero sul territorio tra Anzola e una delle sue frazioni Lavino di Mezzo.
Oltre ai torrenti Lavino e Samoggia il territorio è solcato dai torrenti Martignone (Martgnòun) e Ghironda (Ghirònnda) e da numerosissimi fossi e canali, tra cui il canale Carpeneda, il canale Padergnana, il Lavinello e i fossi Cavanella, Podice, Casola, Sanguineta.
Questa rete di canali è il risultato di grandi opere idrauliche di bonifica delle acque stagnanti, iniziate attorno al Mille ad opera dei monaci benedettini e proseguite negli anni seguenti; a partire dal XV secolo furono molto attivi nelle bonifiche i nobili Zambeccari, possidenti nella zona di San Giacomo del Martignone. Anche nell'Ottocento l'abbondanza di acque rappresentava insieme una risorsa e un problema da governare: bisognava regolarne il corso e fronteggiare lo straripamento dei torrenti maggiori, sempre possibile soprattutto in primavera e in autunno. Di frequente le autorità comunali si trovavano a dirimere le liti tra i proprietari terrieri a proposito del corso degli scoli, che poteva essere modificato a vantaggio dell'uno o dell'altro.

### Clima
Il 15 febbraio 1956, ad Anzola, sono stati registrati -26,2 °C. Attualmente detiene il record della temperatura più bassa nella Pianura Padana.

## Origini del nome
"Prope Castrum Unciola" è la prima citazione documentale, che risale all'VIII secolo, del nucleo che diventerà Anzola, al Monastero Cassinese di San Martino sito in Casale Marzano. Il convento era situato nelle adiacenze del castello di Anzola presso la via Predosa. In seguito vennero usati i nomi Unciola, Anzola, Unzola e Ynzola. Con ogni probabilità questi sarebbero entrati in uso per la consuetudine di utilizzare come misura agraria l'oncia o una sua frazione.
Successivamente all'unità d'Italia venne aggiunto l'appellativo dell'Emilia per distinguere il paese dall'omonimo della Val d'Ossola.

## Storia
Grazie alla felice ubicazione geografica fu abitato fin dall'epoca neolitica ed in séguito da comunità terramaricole delle quali recentemente sono stati ritrovati numerosi reperti archeologici. Altri scavi portarono alla luce presenze villanioviane ed etrusche successive.
La presenza romana oltre che dai reperti è testimoniata da alcuni scrittori che ne parlano come Polibio e Pomponio Mela. In epoca romana da Anzola dell'Emilia passava la via Emilia, che collegava Ariminum  (Rimini) con Placentia (Piacenza) per poi continuare, grazie a un prolungamento successivo, fino a Milano (Mediolanum). I primi atti pubblici però sono datati 888 e riferiti al monastero benedettino di San Martino adiacente all'attuale chiesa parrocchiale allora chiamata Casale Marzano.
Nei primi secoli del II millennio il comune di Bologna in contrasto con la Chiesa annetté il comune di Anzola quando nel 1157 Rinaldino da Unciola (antico nome di Anzola che deriva da oncia) alleato con Cattaneo di Monteveglio tradì i vescovi e glielo offrì. Egli fu però scoperto e successivamente giustiziato. Federico II nel 1220 rimise a posto le cose ma nel 1231 Bologna si impadronì del castello scatenando l'ira di papa Gregorio IX.
Anzola partecipò anche alla lotta della Lega Lombarda, insieme a Bologna, con a comando il conte Michele degli Orsi fino alla vittoria della battaglia di Fossalta vicino a Modena nel 1249. Il principe Enzo, re di Sardegna e figlio di Federico II, fu fatto prigioniero da tre bolognesi tra cui Michele degli Orsi e trascorse diversi giorni nel castello di Anzola prima di essere trasferito a Bologna.
Tra il 1274 e il 1278 scoppiò una rivolta causata dal rifiuto degli anzolesi di pagare le tasse, risolta nel 1289 con una convenzione tra vescovo e anzolesi.
Nel XIV secolo Anzola fu centro di scontri tra guelfi e ghibellini e delle guerre contro i Visconti successivamente. Nel 1600, reduce da tutte queste belligeranze, il castello di Anzola venne abbattuto e la chiesa parrocchiale fu ricostruita alcuni anni dopo. Nel 1643 Anzola subì anche il flagello della peste portata da Odoardo I Farnese duca di Parma in lotta col papa Urbano VII.
Con l'arrivo di Napoleone agli inizi del XIX secolo venne istituito il comune di Anzola e la prima seduta si tenne il 23 aprile 1804. Furono inoltre istituiti l'anagrafe, la scuola pubblica, la Guardia nazionale e il servizio militare obbligatorio, quest'ultimo non molto gradito. Da quel momento in poi Anzola visse le vicissitudini politiche dell'adiacente comune di Bologna e i fatti legati strettamente al comune di Anzola e agli anzolesi diventarono sempre più sporadici: tra loro la sommossa contro la tassa sul macinato del 1869, la protesta contro gli sfratti del 1906 e lo sviluppo delle prime esperienze cooperative. Prima della seconda guerra mondiale vennero costruite le scuole elementari e fu definita la piazza principale.

### Simboli
Lo stemma e il gonfalone del comune di Anzola dell'Emilia sono stati concessi con decreto del presidente della Repubblica del 22 settembre 1992.
Il gonfalone è un drappo di giallo.

### Onorificenze
- Anzola dell'Emilia è tra le città decorate al valor militare per la guerra di liberazione, insignita della croce di guerra al valor militare per i sacrifici delle sue popolazioni e per l'attività nella lotta partigiana durante la seconda guerra mondiale[8][9]:

- Con deliberazione della Giunta Regionale dell'Emilia-Romagna n. 1947/2007 del 10 dicembre 2007, il Comune di Anzola dell'Emilia è stato inserito nell'elenco regionale dei Comuni ad economia prevalentemente turistica e città d'arte per tutto l'anno e per tutto il territorio.

## Monumenti e luoghi d'interesse

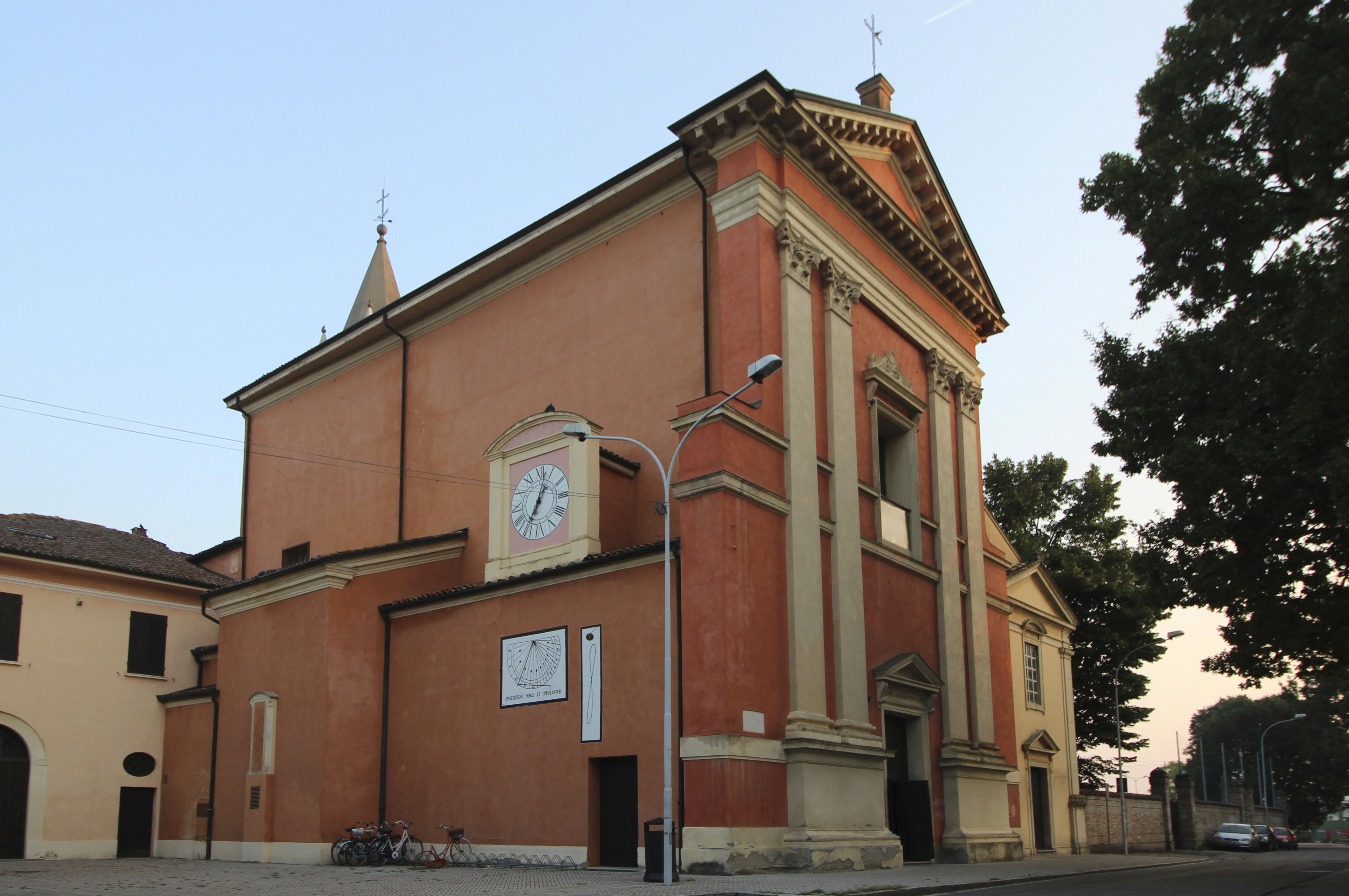
La chiesa dei Santi Pietro e Paolo

Il MiBACT recensisce 12 beni architettonici tutelati nel comune, ai quali si aggiungono quelli senza tutele.

### Architetture religiose
- Chiesa dei Santi Pietro e Paolo, parrocchiale che si trova di fronte alla torre di Re Enzo. Le origini del primo insediamento risalgono al IX secolo ma fu consacrata nel 1300.
- Chiesa di Santa Maria in Strada e pertinenze
- Oratorio del Santissimo Nome di Maria di Ponte Samoggia
- Cimitero di San Giacomo del Martignone

### Architetture civili e militari
- Palazzo del Vescovo (nella tenuta della Tomba del Vescovo) a tre chilometri dal centro del paese. Palazzo del XIV secolo adibito a residenza estiva dei vescovi.[12]
- Torre di Re Enzo, così chiamata perché nel 1249 vi fu recluso re Enzo, che era stato fatto prigioniero dei bolognesi. Si narra che qui il re si legò in una stretta amicizia con Michele degli Orsi il quale tentò di farlo evadere ma senza successo. La torre è ciò che rimane dell'antico castello di Anzola.[13]
- Palazzo Bentivoglio
- Villa Zambeccari
- Palazzo Anzola detto "Il Vaticano"
- Ex fabbricati rurali Podere Casino
- Caserma dei Carabinieri
- Centro culturale polivalente "Amarcord"
- Bibilioteca comunale "Edmondo De Amicis"

### Siti archeologici
- Resti di un insediamento dell'Età del bronzo

## Società

### Evoluzione demografica
Abitanti censiti

### Etnie e minoranze straniere
Al 31 dicembre 2023 gli stranieri residenti erano 1 448, pari all'11,63% della popolazione.

## Cultura
- Biblioteca comunale E. De Amicis
- Centro culturale anzolese

### Musei
- Ad Anzola si può visitare l'esposizione "Anzola al tempo delle Terramare", nella sede espositiva del Museo archeologico ambientale inaugurata nel 2011 presso l'ex caserma dei Carabinieri di via Emilia 87.[16]
- Ad Anzola ha sede anche il Gelato Museum Carpigiani.

## Infrastrutture e trasporti
Il comune è attraversato dalla strada statale 9 Via Emilia e collegato all'A1 tramite il casello Valsamoggia. Il servizio di trasporto pubblico è assicurato dalle autocorse suburbane e interurbane svolte dalla società TPER. Il comune è inoltre servito dalle stazioni suburbane di Anzola dell'Emilia e Samoggia, entrambe parte della rete del Servizio Ferroviario Metropolitano di Bologna.

## Amministrazione
| Primo cittadino    | Partito | Partito                            | Mandato        | Mandato        | Elezione      |
| Primo cittadino    | Partito | Partito                            | Inizio         | Fine           | Elezione      |
| ------------------ | ------- | ---------------------------------- | -------------- | -------------- | ------------- |
| Enzo Baraldi       |         | Partito Comunista Italiano         | 10 luglio 1985 | 1990           | Elezioni 1985 |
| Enzo Baraldi       |         | Partito Democratico della Sinistra | 1990           | 24 aprile 1995 | Elezioni 1990 |
| Anna Cocchi        |         | Partito Democratico della Sinistra | 24 aprile 1995 | 14 giugno 1999 | Elezioni 1995 |
| Anna Cocchi        |         | Democratici di Sinistra            | 14 giugno 1999 | 14 giugno 2004 | Elezioni 1999 |
| Loris Ropa         |         | Democratici di Sinistra            | 14 giugno 2004 | 8 giugno 2009  | Elezioni 2004 |
| Loris Ropa         |         | Partito Democratico                | 8 giugno 2009  | 26 maggio 2014 | Elezioni 2009 |
| Giampiero Veronesi |         | Partito Democratico                | 26 maggio 2014 | 27 maggio 2019 | Elezioni 2014 |
| Giampiero Veronesi |         | Italia Viva                        | 27 maggio 2019 | 9 giugno 2024  | Elezioni 2019 |
| Paolo Iovino       |         | Partito Democratico                | 9 giugno 2024  | in carica      | Elezioni 2024 |

### Gemellaggi
- Polistena

## Sport

### Calcio
La principale squadra di calcio della città è l'A.S.D. Anzolavino Calcio che milita nel girone B di Eccellenza (calcio).

### Canoa Polo
Ad Anzola ha sede presso i laghetti del pescatore la sezione polistica del Canoa Club Bologna che oltre a partecipare alla serie A1 organizza ogni anno almeno due o tre giornate di campionato fra serie A, Coppa Italia e campionati giovanili. Ciò è dovuto in parte al fatto che sono presenti ben quattro campi, e ciò rende il CC Bologna una delle poche società in Italia a poter organizzare la Coppa Italia.